# Selección de fútbol de Comoras
La selección de fútbol de Comoras es el equipo representativo del país en las competiciones oficiales. Su organización está a cargo de la Federación de Fútbol de Comoras, perteneciente a la CAF.
Se fundó en 1979, se unió a la Confederación Africana de Fútbol en 2003 y a la FIFA en 2005.
Esta selección hizo historia al clasificarse para la segunda ronda de la clasificación de CAF para la Copa Mundial de Fútbol de 2018 empatando la ida 0-0 frente a Lesoto y empatando la vuelta 1-1, pasando por la regla de goles como visitante. En la segunda ronda se enfrentó a Ghana y sorprendió al empatar 0-0 en la ida, pero perdió 2-0 en la vuelta.
El 25 de marzo de 2021 hizo historia al clasificarse por primera vez a la Copa Africana de Naciones al empatar 0-0 ante la selección de Togo, adonde llegó hasta octavos de finales, dejando fuera a una potencia como Ghana de la copa al imponerse por 3 goles a 2 respectivamente. Comoras tiene menos de 900 mil habitantes y cuenta con tres islas principales.

## Historia
La selección nacional de Comoras jugó sus primeros partidos en los Juegos de las Islas del Océano Índico de 1979. Esos fueron sus únicos partidos jugados, hasta las eliminatorias para la Copa de Naciones Árabe 2009 celebradas en el 2006. Esos dos partidos fueron sus primeros dos partidos con pleno reconocimiento de la FIFA e incluyeron una victoria por 4-2 sobre Yibuti con goles de Meknesh Bi Daoud, Mohammad Moni y doblete de Ahmad Seif. 
En 2007, Comoras ingresó por primera vez a la clasificación para la Copa del Mundo 2010 celebrada en Sudáfrica y la Copa Africana de Naciones 2010, pero perdió en la ronda preliminar 2-10 en el global ante Madagascar.
Durante las eliminatorias para la Copa del Mundo 2018 en octubre de 2015, Les Cœlacanthes pasaron la primera ronda por primera vez al vencer a Lesoto por el gol de visitante después de dos empates. Desde entonces, los resultados han mejorado constantemente, incluidas las victorias en casa contra Botsuana, Mauricio y Malaui en las eliminatorias para la Copa Africana de Naciones 2019.
El 14 de noviembre de 2019, Comoras abrió su campaña de clasificación para la Copa Africana de Naciones 2021 con una victoria por 0-1 ante Togo, su primera victoria a domicilio ante una clasificación importante, continuaron con un importante empate ante Egipto, seguirían su racha invicta con un empate y victoria ante Kenia, otro empate ante Togo y una derrota aglomerada ante Egipto, clasificándose así a su primer gran torneo desde que se unieron a la FIFA.
En la Copa Africana de Naciones de 2021, empezaría con dos derrotas ante Gabón y Marruecos, sin embargo Ahmed Mogni anotó un doblete para Comoras en su victoria por 3-2 en el partido de grupo sobre Ghana en lo que la BBC describió como "una de las mayores sorpresas en la historia de la Copa de Naciones".

## Últimos partidos y próximos encuentros
Actualizado al último partido jugado el 15 de junio de 2025
| Fecha      | Ciudad       | Local      | Resultado | Visitante  | Competición                            |
| ---------- | ------------ | ---------- | --------- | ---------- | -------------------------------------- |
| 04-09-2024 | El Yadida    | Comoras    | 1:1       | Gambia     | Clasificación Copa Africana 2025       |
| 09-09-2024 | El Yadida    | Madagascar | 1:1       | Comoras    | Clasificación Copa Africana 2025       |
| 10-10-2024 | Túnez        | Túnez      | 0:1       | Comoras    | Clasificación Copa Africana 2025       |
| 15-10-2024 | Abiyán       | Comoras    | 1:1       | Túnez      | Clasificación Copa Africana 2025       |
| 15-11-2024 | Bakau        | Gambia     | 1:2       | Comoras    | Clasificación Copa Africana 2025       |
| 18-11-2024 | Al Hoceima   | Comoras    | 1:0       | Madagascar | Clasificación Copa Africana 2025       |
| 02-03-2025 | Lilongüe     | Comoras    | 0:2       | Malawi     | Clasificación Campeonato Africano 2025 |
| 08-03-2025 | Lilongüe     | Malawi     | 2:0       | Comoras    | Clasificación Campeonato Africano 2025 |
| 20-03-2025 | Berkán       | Comoras    | 0:3       | Malí       | Clasificación Copa Mundial 2026        |
| 25-03-2025 | Berkán       | Comoras    | 1:0       | Chad       | Clasificación Copa Mundial 2026        |
| 06-06-2025 | Bloemfontein | Zambia     | 0:1       | Comoras    | Copa COSAFA 2025                       |
| 08-06-2025 | Bloemfontein | Botsuana   | 0:0       | Comoras    | Copa COSAFA 2025                       |
| 09-06-2025 | Pristina     | Kosovo     | 4:2       | Comoras    | Partido amistoso                       |
| 13-06-2025 | Bloemfontein | Sudáfrica  | 3:1       | Comoras    | Copa COSAFA 2025                       |
| 15-06-2025 | Bloemfontein | Madagascar | 0:1       | Comoras    | Copa COSAFA 2025                       |

## Jugadores

### Última convocatoria
Los siguientes jugadores fueron convocados para la Copa Africana de Naciones 2021.
| N.º | Nombre                  | Posición      | Edad    | PJ | Goles | Club                |
| --- | ----------------------- | ------------- | ------- | -- | ----- | ------------------- |
| 1   | Salim Ben Boina         | Portero       | 33 años | 18 | 0     | Martigues           |
| 16  | Moyadh Ousseni          | Portero       | 32 años | 1  | 0     | Fréjus St-Raphaël   |
| 23  | Ali Ahamada             | Portero       | 33 años | 30 | 0     | Azam                |
| 2   | Kassim Abdallah         | Defensa       | 38 años | 31 | 1     | Atlético Marsella   |
| 3   | Chaker Alhadhur         | Defensa       | 33 años | 31 | 1     | Ajaccien            |
| 4   | Younn Zahary            | Defensa       | 26 años | 9  | 0     | Cholet              |
| 5   | Abdallah Ali Mohamed    | Defensa       | 26 años | 13 | 0     | Stade-Lausana-Ouchy |
| 6   | Nadjim Abdou            | Defensa       | 40 años | 39 | 0     | Martigues           |
| 12  | Kassim M'Dahoma         | Defensa       | 28 años | 20 | 0     | US Avranches        |
| 15  | Benjaloud Youssouf      | Defensa       | 31 años | 31 | 1     | Le Mans             |
| 19  | Mohamed Youssouf        | Defensa       | 37 años | 32 | 2     | Ajaccien            |
| 27  | Kassim Ahamada          | Defensa       | 33 años | 9  | 0     | Créteil             |
| 28  | Alexis Souahy           | Defensa       | 30 años | 1  | 0     | New Mexico United   |
| 8   | Fouad Bachirou          | Mediocampista | 35 años | 33 | 0     | Omonia              |
| 10  | Youssouf M'Changama     | Mediocampista | 34 años | 48 | 10    | Guingamp            |
| 11  | Nakibou Aboubakari      | Mediocampista | 32 años | 8  | 0     | Stade Briochin      |
| 13  | Rafidine Abdullah       | Mediocampista | 31 años | 13 | 0     | Stade Lausanne      |
| 18  | Yacine Bourhane         | Mediocampista | 26 años | 8  | 0     | Go Ahead Eagles     |
| 26  | Iyad Mohamed            | Mediocampista | 24 años | 3  | 0     | Auxerre             |
| 7   | Faïz Selemani           | Delantero     | 31 años | 17 | 3     | Kortrijk            |
| 9   | Mohamed M'Changama      | Delantero     | 27 años | 19 | 2     | Racing Besançon     |
| 14  | Ali M'Madi              | Delantero     | 35 años | 30 | 0     | Tours               |
| 17  | Nasser Chamed           | Delantero     | 30 años | 24 | 3     | Gaz Metan Mediaș    |
| 20  | Ahmed Mogni             | Delantero     | 33 años | 17 | 2     | Annecy              |
| 21  | El Fardou Ben Nabouhane | Delantero     | 36 años | 32 | 16    | Red Star Belgrade   |
| 22  | Saïd Bakari             | Delantero     | 30 años | 19 | 0     | RKC Waalwijk        |
| 24  | Faiz Mattoir            | Delantero     | 24 años | 6  | 1     | Cholet              |
| 25  | Moussa Djoumoi          | Delantero     | 25 años | 3  | 1     | Saint-Priest        |
| DT  | Stefano Cusin           | 56 años       |         | -  | -     |                     |

### Máximas presencias
Actualizado hasta el 23 de noviembre de 2024.

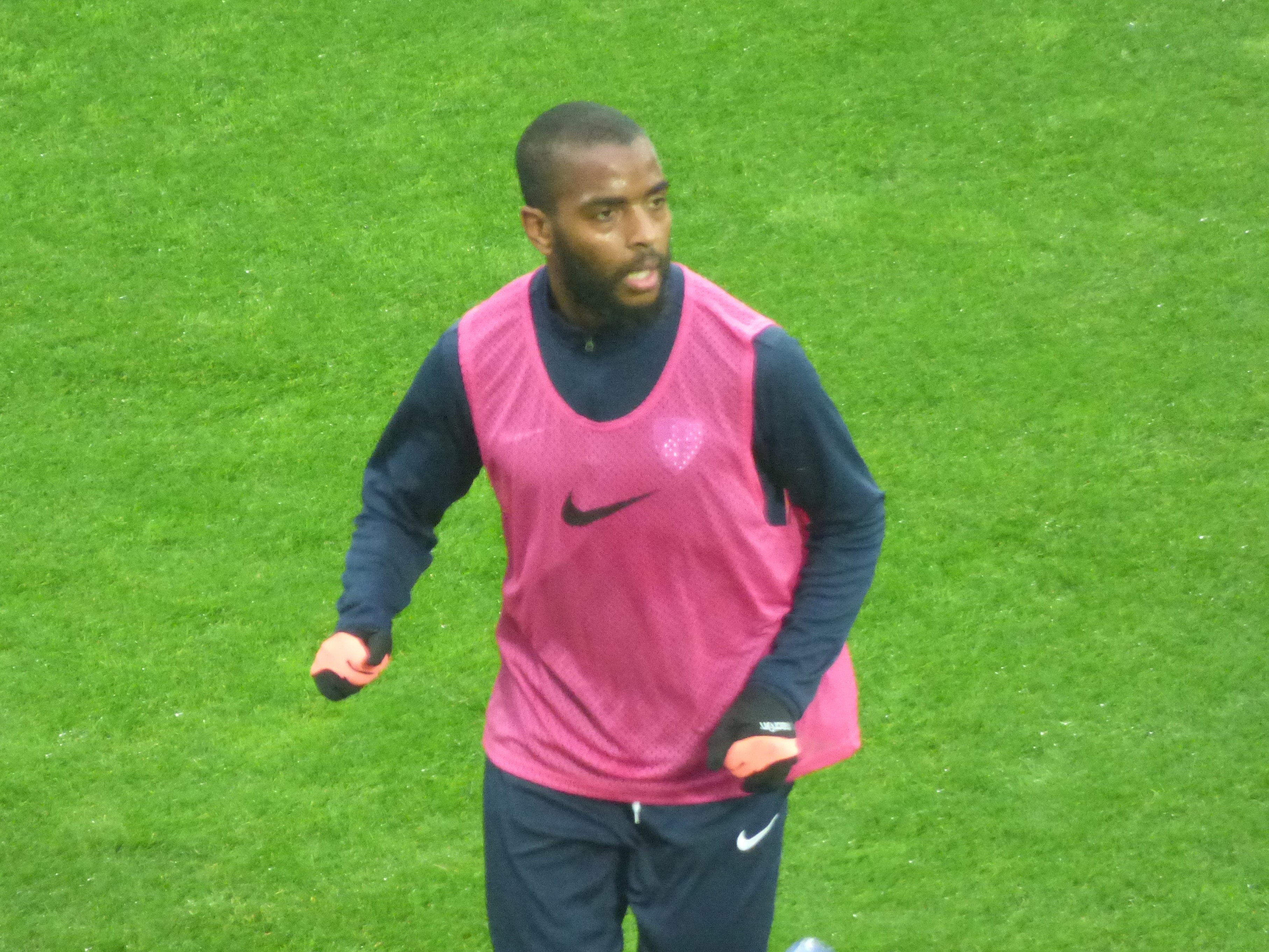
Youssouf M'Changama es el jugador con más partidos internacionales de Comoras.

| #  | Jugador                 | Periodo    | Partidos | Goles |
| -- | ----------------------- | ---------- | -------- | ----- |
| 1  | Youssouf M'Changama     | 2010-Act.  | 66       | 14    |
| 2  | Nadjim Abdou            | 2010-2022. | 39       | 0     |
| 3  | Fouad Bachirou          | 2014-Act.  | 33       | 0     |
| 4  | El Fardou Ben Nabouhane | 2014-Act.  | 32       | 19    |
| 4  | Mohamed Youssouf        | 2011-Act.  | 32       | 2     |
| 6  | Kassim Abdallah         | 2007-Act.  | 31       | 1     |
| 6  | Chaker Alhadhur         | 2014-Act.  | 31       | 1     |
| 6  | Ali M'Madi              | 2010-Act.  | 31       | 0     |
| 6  | Benjaloud Youssouf      | 2015-Act.  | 31       | 1     |
| 10 | Ali Ahamada             | 2016-Act.  | 30       | 0     |

### Máximos goleadores
Actualizado hasta el 06 de enero de 2025.

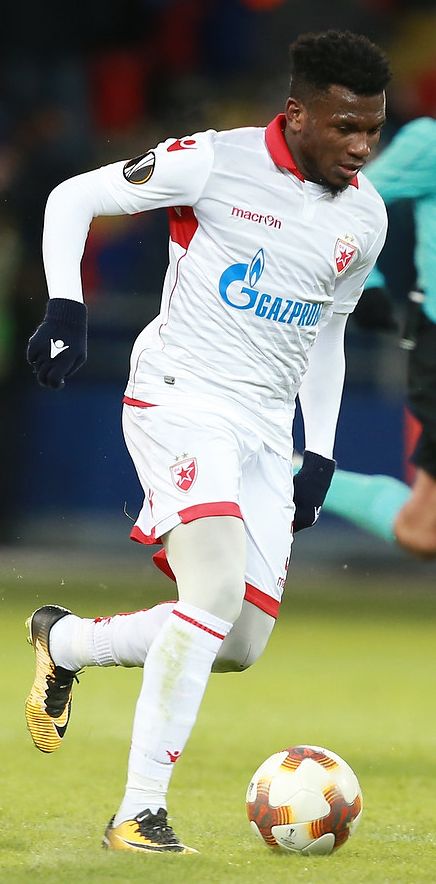
El Fardou Ben Nabouhane es el máximo goleador de Comoras con 19 goles.

| # | Jugador                 | Periodo   | Goles | PJ. | Promedio |
| - | ----------------------- | --------- | ----- | --- | -------- |
| 1 | El Fardou Ben Nabouhane | 2014-Act. | 19    | 41  | 0.50     |
| 2 | Youssouf M'Changama     | 2010-Act. | 14    | 66  | 0.21     |
| 3 | Ibroihim Djoudja        | 2017-Act. | 3     | 9   | 0.33     |
| 3 | Faïz Selemani           | 2017-Act. | 3     | 17  | 0.18     |
| 4 | Ahmed Mogni             | 2015-Act. | 2     | 17  | 0.12     |
| 4 | Mohamed M'Changama      | 2010-Act. | 2     | 19  | 0.11     |
| 4 | Mohamed Youssouf        | 2011-Act. | 2     | 32  | 0.06     |

## Entrenadores
- Pierre Jacky (1985)[5][6]
- Manuel Amoros (2010)
- Amir Abdou (enero de 2014–febrero de 2022)[7][8]
- Younès Zerdouk (marzo de 2022–septiembre de 2023)[9][10]
- Stefano Cusin (octubre de 2023–presente)[1]

## Estadísticas

### Copa Mundial de Fútbol
| Copa Mundial de Fútbol | Copa Mundial de Fútbol  | Copa Mundial de Fútbol  | Copa Mundial de Fútbol  | Copa Mundial de Fútbol  | Copa Mundial de Fútbol  | Copa Mundial de Fútbol  | Copa Mundial de Fútbol  |
| Año                    | Ronda                   | J                       | G                       | E                       | P                       | GF                      | GC                      |
| ---------------------- | ----------------------- | ----------------------- | ----------------------- | ----------------------- | ----------------------- | ----------------------- | ----------------------- |
| 1930 - 1978            | No existía la selección | No existía la selección | No existía la selección | No existía la selección | No existía la selección | No existía la selección | No existía la selección |
| 1982 - 2006            | No participó            | No participó            | No participó            | No participó            | No participó            | No participó            | No participó            |
| 2010                   | No clasificó            | No clasificó            | No clasificó            | No clasificó            | No clasificó            | No clasificó            | No clasificó            |
| 2014                   | No clasificó            | No clasificó            | No clasificó            | No clasificó            | No clasificó            | No clasificó            | No clasificó            |
| 2018                   | No clasificó            | No clasificó            | No clasificó            | No clasificó            | No clasificó            | No clasificó            | No clasificó            |
| 2022                   | No clasificó            | No clasificó            | No clasificó            | No clasificó            | No clasificó            | No clasificó            | No clasificó            |
| 2026                   | Por disputarse          | Por disputarse          | Por disputarse          | Por disputarse          | Por disputarse          | Por disputarse          | Por disputarse          |
| 2030                   | Por disputarse          | Por disputarse          | Por disputarse          | Por disputarse          | Por disputarse          | Por disputarse          | Por disputarse          |
| 2034                   | Por disputarse          | Por disputarse          | Por disputarse          | Por disputarse          | Por disputarse          | Por disputarse          | Por disputarse          |
| Total                  | 0/22                    | -                       | -                       | -                       | -                       | -                       | -                       |

### Copa Africana de Naciones
| Copa Africana de Naciones | Copa Africana de Naciones | Copa Africana de Naciones | Copa Africana de Naciones | Copa Africana de Naciones | Copa Africana de Naciones | Copa Africana de Naciones | Copa Africana de Naciones |
| Año                       | Ronda                     | J                         | G                         | E                         | P                         | GF                        | GC                        |
| ------------------------- | ------------------------- | ------------------------- | ------------------------- | ------------------------- | ------------------------- | ------------------------- | ------------------------- |
| 1957 - 1978               | No existía la selección   | No existía la selección   | No existía la selección   | No existía la selección   | No existía la selección   | No existía la selección   | No existía la selección   |
| 1980 - 2008               | No participó              | No participó              | No participó              | No participó              | No participó              | No participó              | No participó              |
| 2010                      | No clasificó              | No clasificó              | No clasificó              | No clasificó              | No clasificó              | No clasificó              | No clasificó              |
| 2012                      | No clasificó              | No clasificó              | No clasificó              | No clasificó              | No clasificó              | No clasificó              | No clasificó              |
| 2013                      | No participó              | No participó              | No participó              | No participó              | No participó              | No participó              | No participó              |
| 2015                      | No clasificó              | No clasificó              | No clasificó              | No clasificó              | No clasificó              | No clasificó              | No clasificó              |
| 2017                      | No clasificó              | No clasificó              | No clasificó              | No clasificó              | No clasificó              | No clasificó              | No clasificó              |
| 2019                      | No clasificó              | No clasificó              | No clasificó              | No clasificó              | No clasificó              | No clasificó              | No clasificó              |
| 2021                      | Octavos de final          | 4                         | 1                         | 0                         | 3                         | 4                         | 7                         |
| 2023                      | No clasificó              | No clasificó              | No clasificó              | No clasificó              | No clasificó              | No clasificó              | No clasificó              |
| 2025                      | Clasificó                 | Clasificó                 | Clasificó                 | Clasificó                 | Clasificó                 | Clasificó                 | Clasificó                 |
| 2027                      | Por definir               | Por definir               | Por definir               | Por definir               | Por definir               | Por definir               | Por definir               |
| Total                     | 2/35                      | 4                         | 1                         | 0                         | 3                         | 4                         | 7                         |

## Selección local

### Campeonato Africano de Naciones
| Campeonato Africano de Naciones | Campeonato Africano de Naciones | Campeonato Africano de Naciones | Campeonato Africano de Naciones | Campeonato Africano de Naciones | Campeonato Africano de Naciones | Campeonato Africano de Naciones | Campeonato Africano de Naciones |
| Año                             | Ronda                           | J                               | G                               | E                               | P                               | GF                              | GC                              |
| ------------------------------- | ------------------------------- | ------------------------------- | ------------------------------- | ------------------------------- | ------------------------------- | ------------------------------- | ------------------------------- |
| 2009                            | No participó                    | No participó                    | No participó                    | No participó                    | No participó                    | No participó                    | No participó                    |
| 2011                            | No participó                    | No participó                    | No participó                    | No participó                    | No participó                    | No participó                    | No participó                    |
| 2014                            | No clasificó                    | No clasificó                    | No clasificó                    | No clasificó                    | No clasificó                    | No clasificó                    | No clasificó                    |
| 2016                            | No clasificó                    | No clasificó                    | No clasificó                    | No clasificó                    | No clasificó                    | No clasificó                    | No clasificó                    |
| 2018                            | No clasificó                    | No clasificó                    | No clasificó                    | No clasificó                    | No clasificó                    | No clasificó                    | No clasificó                    |
| 2021                            | No clasificó                    | No clasificó                    | No clasificó                    | No clasificó                    | No clasificó                    | No clasificó                    | No clasificó                    |
| 2023                            | No clasificó                    | No clasificó                    | No clasificó                    | No clasificó                    | No clasificó                    | No clasificó                    | No clasificó                    |
| 2025                            | No clasificó                    | No clasificó                    | No clasificó                    | No clasificó                    | No clasificó                    | No clasificó                    | No clasificó                    |
| Total                           | 0/8                             | -                               | -                               | -                               | -                               | -                               | -                               |

### Copa COSAFA
| Copa COSAFA | Copa COSAFA      | Copa COSAFA  | Copa COSAFA  | Copa COSAFA  | Copa COSAFA  | Copa COSAFA  | Copa COSAFA  |
| Año         | Ronda            | J            | G            | E            | P            | GF           | GC           |
| ----------- | ---------------- | ------------ | ------------ | ------------ | ------------ | ------------ | ------------ |
| 1997 - 2007 | No participó     | No participó | No participó | No participó | No participó | No participó | No participó |
| 2008        | Fase de grupos   | 3            | 0            | 0            | 3            | 0            | 5            |
| 2009        | Fase de grupos   | 3            | 1            | 1            | 1            | 2            | 4            |
| 2010        | Cancelado        | Cancelado    | Cancelado    | Cancelado    | Cancelado    | Cancelado    | Cancelado    |
| 2013        | No participó     | No participó | No participó | No participó | No participó | No participó | No participó |
| 2015        | No participó     | No participó | No participó | No participó | No participó | No participó | No participó |
| 2016        | No participó     | No participó | No participó | No participó | No participó | No participó | No participó |
| 2017        | No participó     | No participó | No participó | No participó | No participó | No participó | No participó |
| 2018        | Fase de grupos   | 3            | 0            | 1            | 2            | 1            | 5            |
| 2019        | Cuartos de final | 4            | 1            | 1            | 2            | 5            | 7            |
| 2020        | Cancelado        | Cancelado    | Cancelado    | Cancelado    | Cancelado    | Cancelado    | Cancelado    |
| 2021        | No participó     | No participó | No participó | No participó | No participó | No participó | No participó |
| 2022        | Fase de grupos   | 3            | 1            | 0            | 2            | 3            | 5            |
| 2023        | Fase de grupos   | 3            | 1            | 0            | 2            | 4            | 4            |
| 2024        | Cuarto lugar     | 5            | 2            | 1            | 2            | 6            | 5            |
| 2025        | Tercer lugar     | 4            | 2            | 1            | 1            | 3            | 3            |
| Total       | 8/24             | 28           | 8            | 5            | 15           | 24           | 38           |

### Copa de Naciones Árabe
| Copa de Naciones Árabe | Copa de Naciones Árabe  | Copa de Naciones Árabe  | Copa de Naciones Árabe  | Copa de Naciones Árabe  | Copa de Naciones Árabe  | Copa de Naciones Árabe  | Copa de Naciones Árabe  |
| Año                    | Ronda                   | J                       | G                       | E                       | P                       | GF                      | GC                      |
| ---------------------- | ----------------------- | ----------------------- | ----------------------- | ----------------------- | ----------------------- | ----------------------- | ----------------------- |
| 1963 - 1966            | No existía la selección | No existía la selección | No existía la selección | No existía la selección | No existía la selección | No existía la selección | No existía la selección |
| 1985                   | No participó            | No participó            | No participó            | No participó            | No participó            | No participó            | No participó            |
| 1988                   | No participó            | No participó            | No participó            | No participó            | No participó            | No participó            | No participó            |
| 1992                   | No participó            | No participó            | No participó            | No participó            | No participó            | No participó            | No participó            |
| 1998                   | Se retiró               | Se retiró               | Se retiró               | Se retiró               | Se retiró               | Se retiró               | Se retiró               |
| 2002                   | No participó            | No participó            | No participó            | No participó            | No participó            | No participó            | No participó            |
| 2009                   | Cancelado               | Cancelado               | Cancelado               | Cancelado               | Cancelado               | Cancelado               | Cancelado               |
| 2012                   | No participó            | No participó            | No participó            | No participó            | No participó            | No participó            | No participó            |
| Copa Árabe de la FIFA  |                         |                         |                         |                         |                         |                         |                         |
| 2021                   | No clasificó            | No clasificó            | No clasificó            | No clasificó            | No clasificó            | No clasificó            | No clasificó            |
| Total                  | 0/11                    | -                       | -                       | -                       | -                       | -                       | -                       |

## Récord ante otras selecciones
Actualizado al 15 de junio de 2025.
| Oponente            | PJ  | PG | PE | PP | GF  | GC  | Dif  |
| ------------------- | --- | -- | -- | -- | --- | --- | ---- |
| Angola              | 2   | 0  | 0  | 2  | 2   | 5   | −3   |
| Botsuana            | 4   | 1  | 1  | 2  | 2   | 3   | −1   |
| Burkina Faso        | 4   | 0  | 1  | 3  | 2   | 6   | −4   |
| Burundi             | 1   | 1  | 0  | 0  | 1   | 0   | +1   |
| Camerún             | 3   | 0  | 1  | 2  | 2   | 6   | −4   |
| Chad                | 2   | 2  | 0  | 0  | 3   | 0   | +3   |
| Costa de Marfil     | 3   | 0  | 0  | 3  | 2   | 8   | −6   |
| Egipto              | 2   | 0  | 1  | 1  | 0   | 4   | −4   |
| Etiopía             | 1   | 1  | 0  | 0  | 2   | 1   | +1   |
| Gabón               | 2   | 0  | 1  | 1  | 1   | 2   | −1   |
| Gambia              | 3   | 2  | 1  | 0  | 5   | 3   | 2    |
| Ghana               | 4   | 2  | 1  | 1  | 4   | 4   | 0    |
| Guinea              | 1   | 1  | 0  | 0  | 1   | 0   | +1   |
| Kenia               | 6   | 2  | 3  | 1  | 8   | 6   | +2   |
| Kosovo              | 1   | 0  | 0  | 1  | 2   | 4   | −2   |
| Lesoto              | 5   | 2  | 2  | 1  | 4   | 2   | +2   |
| Libia               | 3   | 1  | 1  | 1  | 3   | 5   | −2   |
| Madagascar          | 14  | 3  | 2  | 9  | 8   | 28  | −20  |
| Malaui              | 8   | 1  | 0  | 7  | 3   | 13  | −10  |
| Maldivas            | 4   | 2  | 2  | 0  | 9   | 5   | +4   |
| Malí                | 1   | 0  | 0  | 1  | 0   | 3   | −3   |
| Mauritania          | 1   | 1  | 0  | 0  | 1   | 0   | +1   |
| Mauricio            | 9   | 2  | 1  | 6  | 6   | 22  | −16  |
| Mayotte             | 1   | 0  | 0  | 1  | 0   | 2   | −2   |
| Marruecos           | 3   | 0  | 1  | 2  | 2   | 5   | −3   |
| Mozambique          | 6   | 0  | 1  | 5  | 3   | 14  | −11  |
| Namibia             | 3   | 1  | 0  | 2  | 2   | 6   | −4   |
| Palestina           | 1   | 0  | 0  | 1  | 1   | 5   | −4   |
| Rep. Centroafricana | 1   | 1  | 0  | 0  | 4   | 2   | +2   |
| Reunión             | 7   | 2  | 1  | 4  | 4   | 13  | −9   |
| Seychelles          | 9   | 4  | 2  | 3  | 16  | 11  | +5   |
| Sierra Leona        | 1   | 1  | 0  | 0  | 2   | 0   | +2   |
| Suazilandia         | 2   | 0  | 1  | 1  | 2   | 5   | −3   |
| Sudáfrica           | 3   | 0  | 1  | 2  | 1   | 4   | −3   |
| Togo                | 6   | 1  | 3  | 2  | 4   | 7   | −3   |
| Túnez               | 3   | 1  | 1  | 1  | 2   | 2   | 0    |
| Uganda              | 2   | 0  | 0  | 2  | 0   | 2   | −2   |
| Yemen               | 1   | 0  | 0  | 1  | 0   | 2   | −2   |
| Yibuti              | 1   | 1  | 0  | 0  | 4   | 2   | +2   |
| Zambia              | 7   | 2  | 1  | 4  | 6   | 11  | −5   |
| Zimbabue            | 2   | 0  | 0  | 2  | 0   | 3   | −3   |
| Total               | 140 | 36 | 30 | 74 | 121 | 223 | −102 |